# Bullenheim
Bullenheim (fränkisch: Bulni) ist ein Gemeindeteil des Marktes Ippesheim im mittelfränkischen Landkreis Neustadt an der Aisch-Bad Windsheim. Die Gemarkung Bullenheim hat eine Fläche von 6,379 km². Sie ist in 1309 Flurstücke aufgeteilt, die eine durchschnittliche Fläche von 4872,89 m² haben. In ihr liegen neben dem namensgebenden Ort die Gemeindeteile Gemeindemühle und Winkelmühle.

## Geologie
Naturräumlich liegt Bullenheim im Ifftalbereich, der Teil des Ochsenfurter Gaus ist. Die steilen Talhänge waren in der Vergangenheit zeitweise mit Rebstöcken besetzt, bis in die zweite Hälfte des 19. Jahrhunderts wurde auf noch größeren Flächen Weinbau betrieben. Heute ist die Fläche von kleinen Ackerbau- bzw. Wiesenarealen geprägt, die gelegentlich von Steinriegeln bzw. alten Terrassenmauern mit Schlehdornhecken begrenzt sind.

## Geografische Lage
Das Kirchdorf liegt an einem namenlosen rechten Zufluss der Iff, die ihrerseits ein linker Zufluss des Breitbachs ist, und ist von Acker- und Grünland umgeben. Im Osten im Kunigundenwald steigt das Gelände zum Bullenheimer Berg an. Die Staatsstraße 2419 führt nach Seinsheim (2 km nördlich) bzw. nach Ippesheim (2,5 km südlich). Eine Gemeindeverbindungsstraße führt an der Gemeindemühle vorbei nach Gnötzheim zur Kreisstraße KT 21 (3,2 km westlich).

## Geschichte
Die Bullenheimer Umgebung war bereits im Neolithikum besiedelt. Der Siedlungsplatz profitierte insbesondere von der Nähe zum Bullenheimer Berg, der bereits von der jungneolithischen Michelsberger Kultur besiedelt worden war. In der Gemarkung von Bullenheim finden sich außerdem Hügelgräber aus der Hallstattzeit. Der Bullenheimer Berg erlebte in der Bronzezeit seine größte Ausbauphase.
Der Ort wurde in einer Urkunde des Jahres 816 als „Bullinheim“ erstmals erwähnt. Das „Heim des Bullo“ war Teil einer Schenkung der Mattonen an das bis heute nicht lokalisierbare Klosters Megingaudshausen, die Vorgängerinstitution des Klosters Münsterschwarzach (siehe auch: Kloster Megingaudshausen#Die Urkunde von 816). Der Ortsname selbst mit seiner heim-Endung verweist auf die fränkische Besiedlung des 6. und 7. Jahrhunderts. Elisabeth Fuchshuber nimmt an, dass ein fränkischer Adeliger mit Namen Bullo dem Ort den Namen gab. 
Im Mittelalter hatten verschiedene Herren Güter und Rechte in Bullenheim inne. Unter den Rechteinhabern war der Bischof von Würzburg, der 1263 erstmals im Ort nachweisbar ist, das Nürnberger Egidienkloster, der Deutsche Orden und ab dem 14. Jahrhundert die Herren von Hohenlohe.
Im Jahr 1525 wurde Bullenheim im Deutschen Bauernkrieg zerstört. Damals war die Dorfherrschaft zwischen den Herren von Schwarzenberg, der Würzburger Dompropstei, den Herren von Hutten und dem Deutschen Orden aufgeteilt. Die Hutten ließen als erste im Jahr 1529 eine neue Dorfordnung anfertigen.
Einen tiefgreifenden Einschnitt in der Dorfgeschichte stellte das Jahr 1632 dar. Damals gelangte der Ort als brandenburgisches Afterlehen an die Grafen zu Solms, die wiederum die lutherische Lehre förderten. Die Bewohner nahmen die Reformation an, allerdings begann bereits ab 1627 der Würzburger Fürstbischof gezielt die Gegenreformation durchzusetzen. Bis heute ist der Ort zwischen Katholiken und Protestanten geteilt.
Seit dem Spätmittelalter war der Ort überwiegend im Besitz der Herren von Seinsheim bzw. eines ihrer Zweige, der Schwarzenberg. Diese besaßen schließlich vier Fünftel der Dorfherrschaft, während die Herrschaft Vorderfrankenberg ein Fünftel behaupten konnte. Bullenheim war also ein Kondominat, d. h. gemischtherrschaftlich. Die Hochgerichtsbarkeit wurde vom schwarzenbergischen Nachbarort Seinsheim aus ausgeübt. 
1646 trat Würzburg seine Güter an die Herren von Schwarzenberg ab. Bullenheim gelangte in der Folge ab 1690 an das schwarzenbergische Amt Wässerndorf.
Von 1797 bis 1808 unterstand Bullenheim dem preußischen Justiz- und Kammeramt Uffenheim. 1806 kam der Ort an das Königreich Bayern. Mit dem Gemeindeedikt (frühes 19. Jahrhundert) wurde der Steuerdistrikt Bullenheim gebildet. Diesem gehörten Gemeindmühl bzw. Gimpeleinsmühle und Dorfsmühle (=Winkelmühle) an. Wenig später entstand die Ruralgemeinde Bullenheim, zu der Obermühle (=Gemeindemühle) und Untermühle (=Winkelmühle) gehörten. Sie war in Verwaltung und Gerichtsbarkeit dem Herrschaftsgericht Hohenlandsberg zugeordnet und in der Finanzverwaltung dem Rentamt Uffenheim. Mit der Auflösung des Herrschaftsgerichtes im Jahr 1850 kam Bullenheim an das 
Landgericht Uffenheim. Am 25. August 1857 wurde die Gemeinde an das Landgericht Marktbreit und an das Rentamt Ochsenfurt überwiesen (1919 in Finanzamt Ochsenfurt umbenannt). Ab 1862 war das Bezirksamt Kitzingen für die Verwaltung der Gemeinde zuständig. Die Gerichtsbarkeit blieb beim Landgericht Marktbreit (1879 in Amtsgericht Marktbreit umbenannt). 1932 wurde die Gemeinde dem Bezirksamt Uffenheim (1939 in Landkreis Uffenheim umbenannt), dem Amtsgericht Uffenheim und dem Finanzamt Uffenheim zugewiesen. 1964 hatte die Gemeinde eine Gebietsfläche von 6,360 km². Am 1. Juli 1972 kam Bullenheim an den Landkreis Kitzingen, an das Amtsgericht Kitzingen und an das Finanzamt Kitzingen. Am 1. Januar 1978 wurde Bullenheim im Zuge der Gebietsreform in Bayern nach Ippesheim eingegliedert und kam gleichzeitig an den Landkreis Neustadt an der Aisch-Bad Windsheim, dem Amtsgericht Neustadt an der Aisch und dem Finanzamt Uffenheim.

### Einwohnerentwicklung
Gemeinde Bullenheim
| Jahr      | 1818  | 1840   | 1852   | 1855   | 1861   | 1867   | 1871   | 1875   | 1880   | 1885   | 1890   | 1895   | 1900   | 1905   | 1910   | 1919   | 1925   | 1933   | 1939   | 1946   | 1950   | 1952   | 1961   | 1970   |
| Einwohner | 636   | 710    | 677    | 645    | 690    | 669    | 626    | 630    | 643    | 627    | 586    | 556    | 541    | 547    | 489    | 468    | 475    | 450    | 404    | 455    | 488    | 493    | 432    | 411    |
| Häuser    | 102   | 136    |        |        |        |        | 146    |        |        | 143    | 140    |        | 142    |        |        |        | 127    |        |        |        | 118    |        | 119    |        |
| Quelle    | [ 8 ] | [ 15 ] | [ 16 ] | [ 16 ] | [ 17 ] | [ 18 ] | [ 19 ] | [ 20 ] | [ 21 ] | [ 22 ] | [ 23 ] | [ 16 ] | [ 24 ] | [ 16 ] | [ 25 ] | [ 16 ] | [ 26 ] | [ 27 ] | [ 27 ] | [ 27 ] | [ 28 ] | [ 27 ] | [ 11 ] | [ 29 ] |

Ort Bullenheim
| Jahr      | 001818 | 001840 | 001861 | 001871 | 001885 | 001900 | 001925 | 001950 | 001961 | 001970 | 001987 | 002014 |
| Einwohner | 621    | 696    | 674    | 611    | 611    | 528    | 462    | 475    | 419    | 399    | *327   | *327   |
| Häuser    | 97     | 134    |        |        | 140    | 140    | 125    | 116    | 116    |        | *110   |        |
| Quelle    | [ 8 ]  | [ 15 ] | [ 17 ] | [ 19 ] | [ 22 ] | [ 24 ] | [ 26 ] | [ 28 ] | [ 11 ] | [ 29 ] | [ 30 ] | [ 2 ]  |

## Religion
Bullenheim ist Sitz der Pfarrei St. Leonhard und seit der Reformation evangelisch-lutherisch geprägt.

## Bau- und Bodendenkmäler

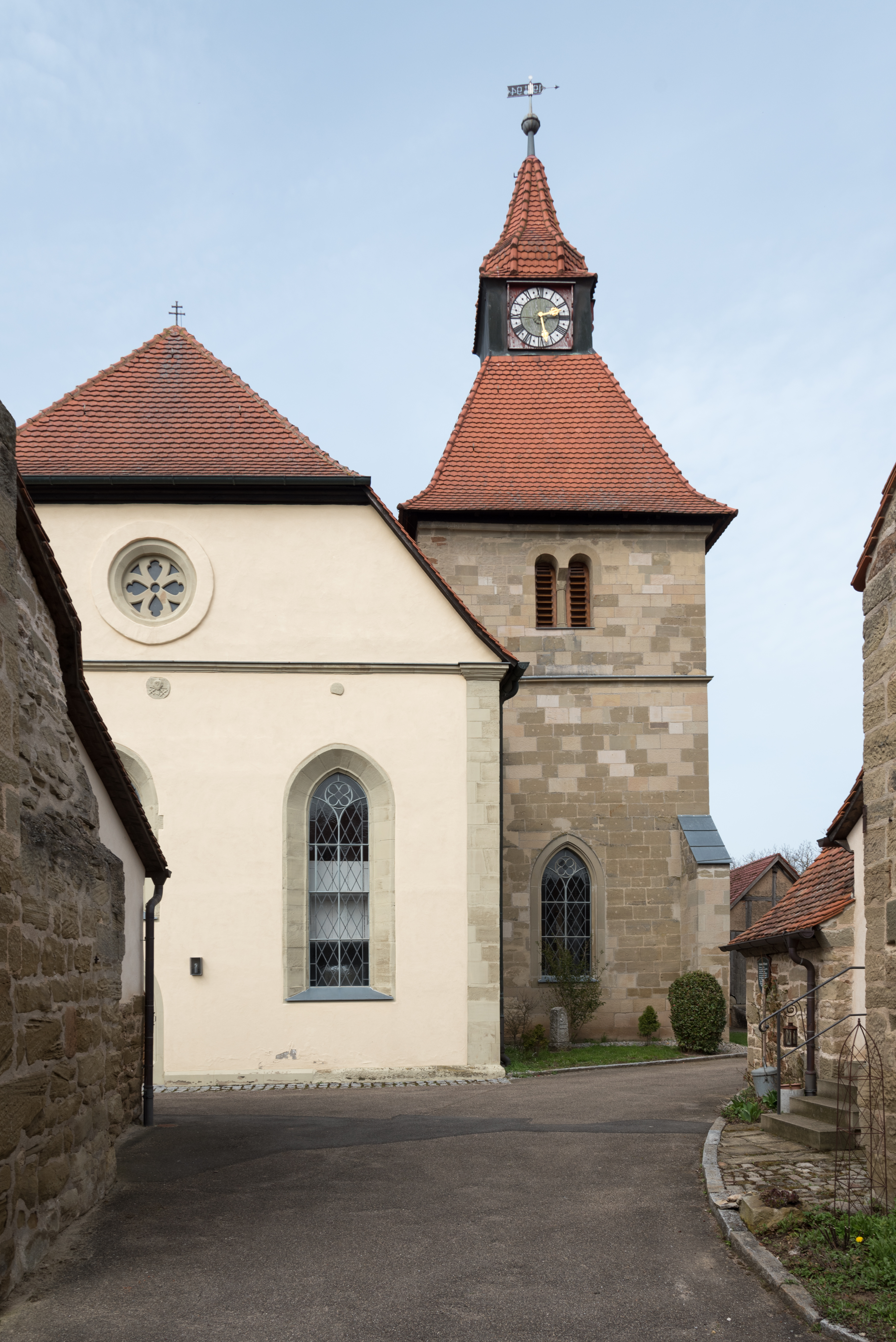
St. Leonhard in Bullenheim

Im Ortskern von Bullenheim haben sich eine Vielzahl an historischen Bauwerken erhalten, neun sind vom Bayerischen Landesamt für Denkmalpflege als Baudenkmal eingeordnet:
- St. Leonhard: Zentrum der Gemeinde bildet die Simultankirche St. Leonhard. Ihr Chorturm wurde bereits im 13. Jahrhundert errichtet, das Langhaus stammt ebenfalls aus dem Spätmittelalter. Der charakteristische Turmhelm mit einem Pyramidendach und einer bedeckten Laterne gelangte 1731 auf den Turm. Bedeutendstes Ausstattungsgut im Inneren ist ein Epitaph für einen Grafen von Schwarzenberg. Die Kirche ist von einer spätmittelalterlichen Kirchhofbefestigung umgeben.
- Rathaus: Das ehemalige Rathaus in der Nähe der Kirche wurde im Jahr 1583 errichtet. Der zweigeschossige Satteldachbau mit Gurtgesims und einem Fachwerkobergeschoss an der Nord- und Ostseite hat eine Ausschmückung mit geschweiften Andreaskreuzen und Fußstreben mit Augen. Die Schaufassade des Baus wird von mehreren Wappen der ehemaligen Dorfherren aus Sandstein flankiert. Ältestes Profangebäude im Ort ist allerdings das Haus Bullenheim 61, das auf das Jahr 1566 datiert. Es handelt sich um einen schlichten, eingeschossigen Satteldachbau mit spätgotischen Vorhangbogenfenstern.
- Kunigundenkapelle: Oberhalb Bullenheims hat sich die ehemalige Kunigundenkapelle als Ruine aus der Mitte des 15. Jahrhunderts erhalten. Über die Kapelle wird eine Sage erzählt: Die Kaiserin Kunigunde von Luxemburg soll sich im Wald verlaufen haben und schwor sich eine Kirche an dem Ort zu gründen, an dem sie wieder aus dem Forst fände. Daraufhin erschallten die Glocken der Bullenheimer Leonhardskirche und Kunigunde fand den Weg heraus. Aus Dankbarkeit stiftete sie nicht nur eine Kirche (die heutige Kunigundenkapelle), sondern schenkte auch den umliegenden Gemeinden den Wald, der bisher Reichsbesitz gewesen war. Daraus erwuchs der sogenannte Kunigundenwald, der im Mittelalter Zentrum einer Markgenossenschaft war.
- Alle weiteren Baudenkmäler in Bullenheim sind wesentlich jünger. Im 19. Jahrhundert gelang es vielen Bauern des Dorfes einen gewissen Wohlstand zu erlangen. In der Folge erweiterten sie ihre Höfe. Häufig entstanden Fachwerkbauten, um die sich eine sogenannte Hakenhofanlage gruppiert. Ein besonders eindrucksvolles Haus dieses Zeitschnitts ist in Bullenheim 18 zu finden. Es präsentiert sich als zweigeschossiger Satteldachbau mit Fachwerkobergeschoss, Eckquaderung und Hausteinrahmungen aus Sandstein im Erdgeschoss. Das Wohngebäude ist von mehreren Nebengebäuden und Scheunen umgeben.

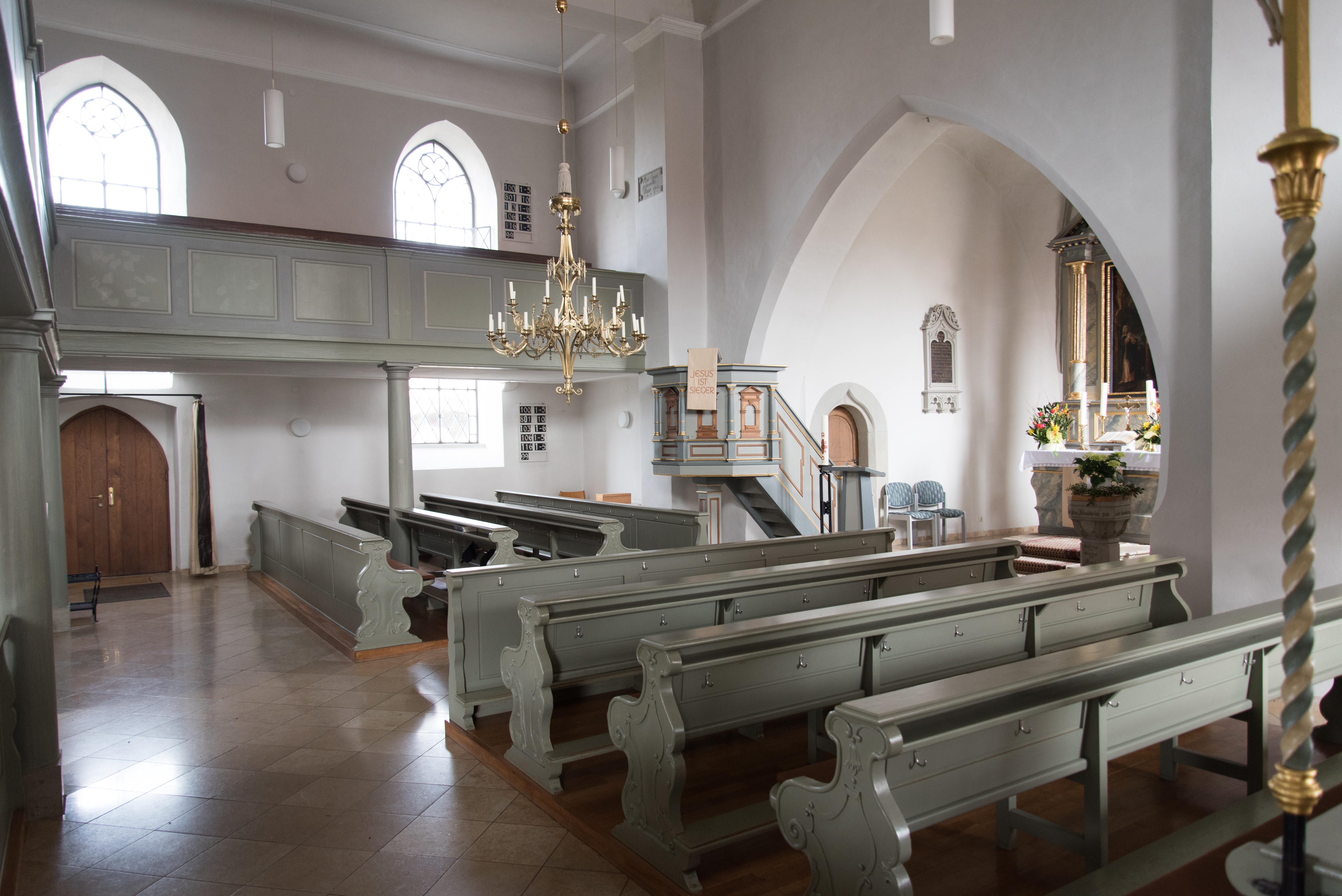
Innenraum von St. Leonhard
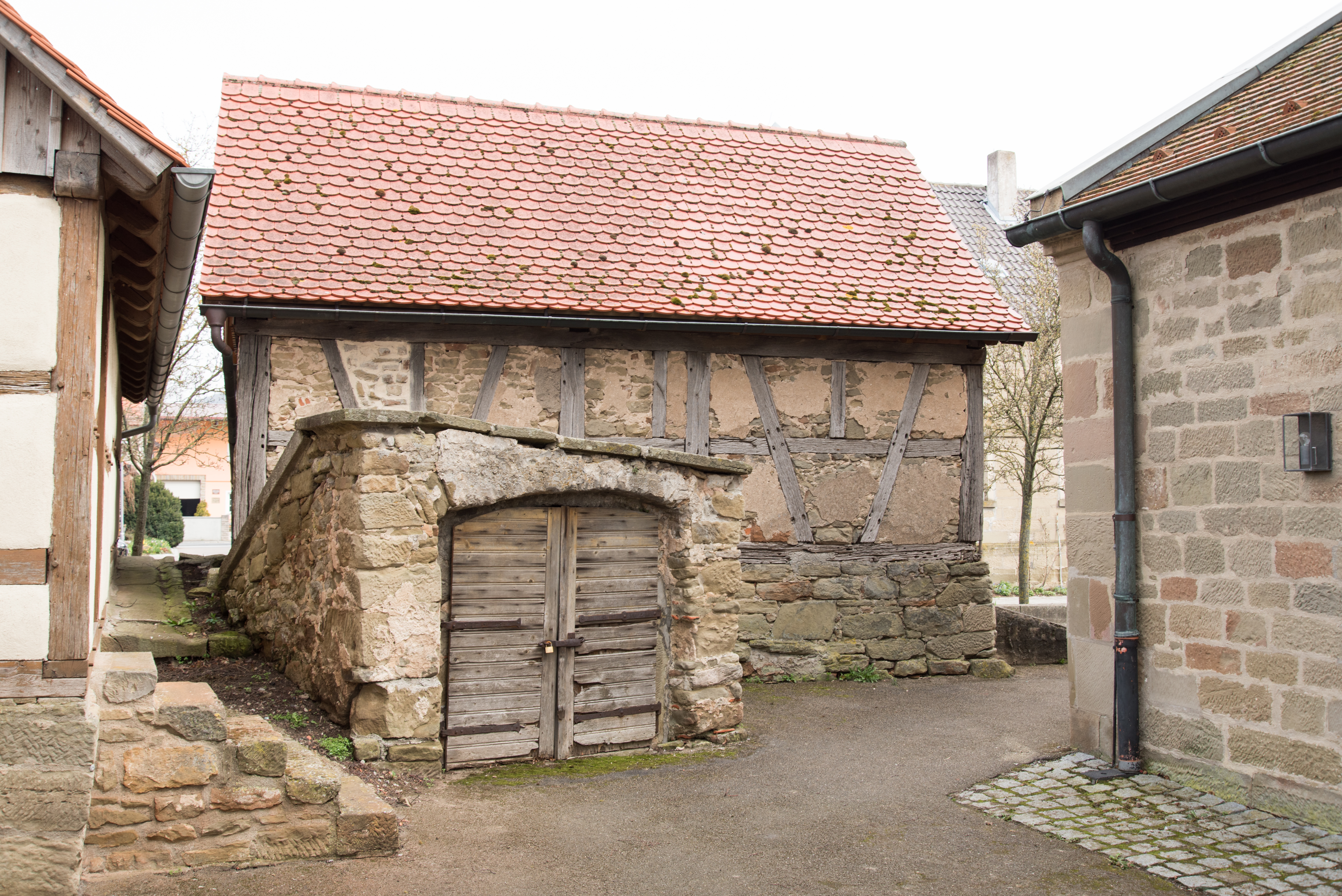
Kirchhofbefestigung Bullenheim
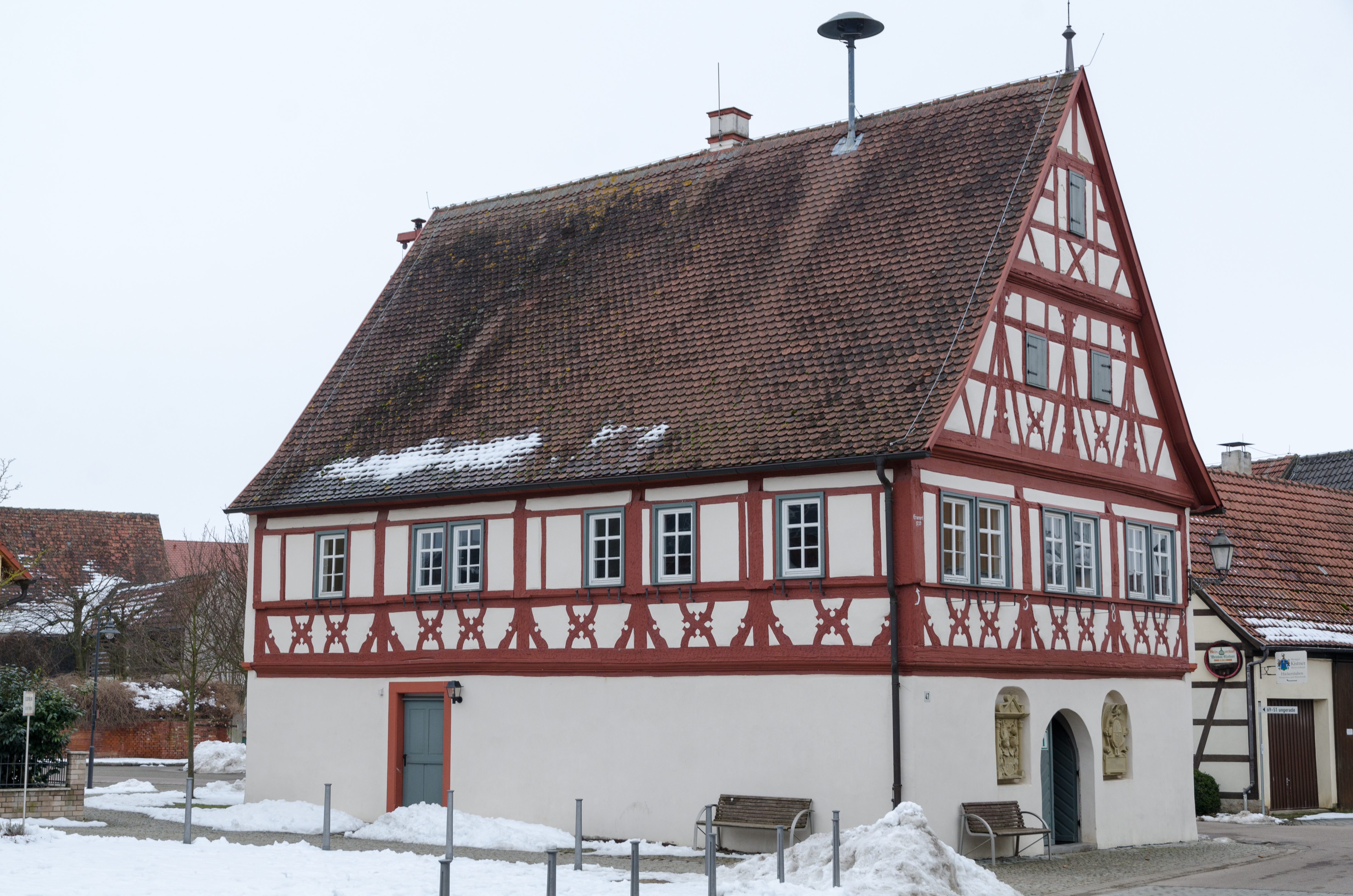
Ehemaliges Rathaus Bullenheim
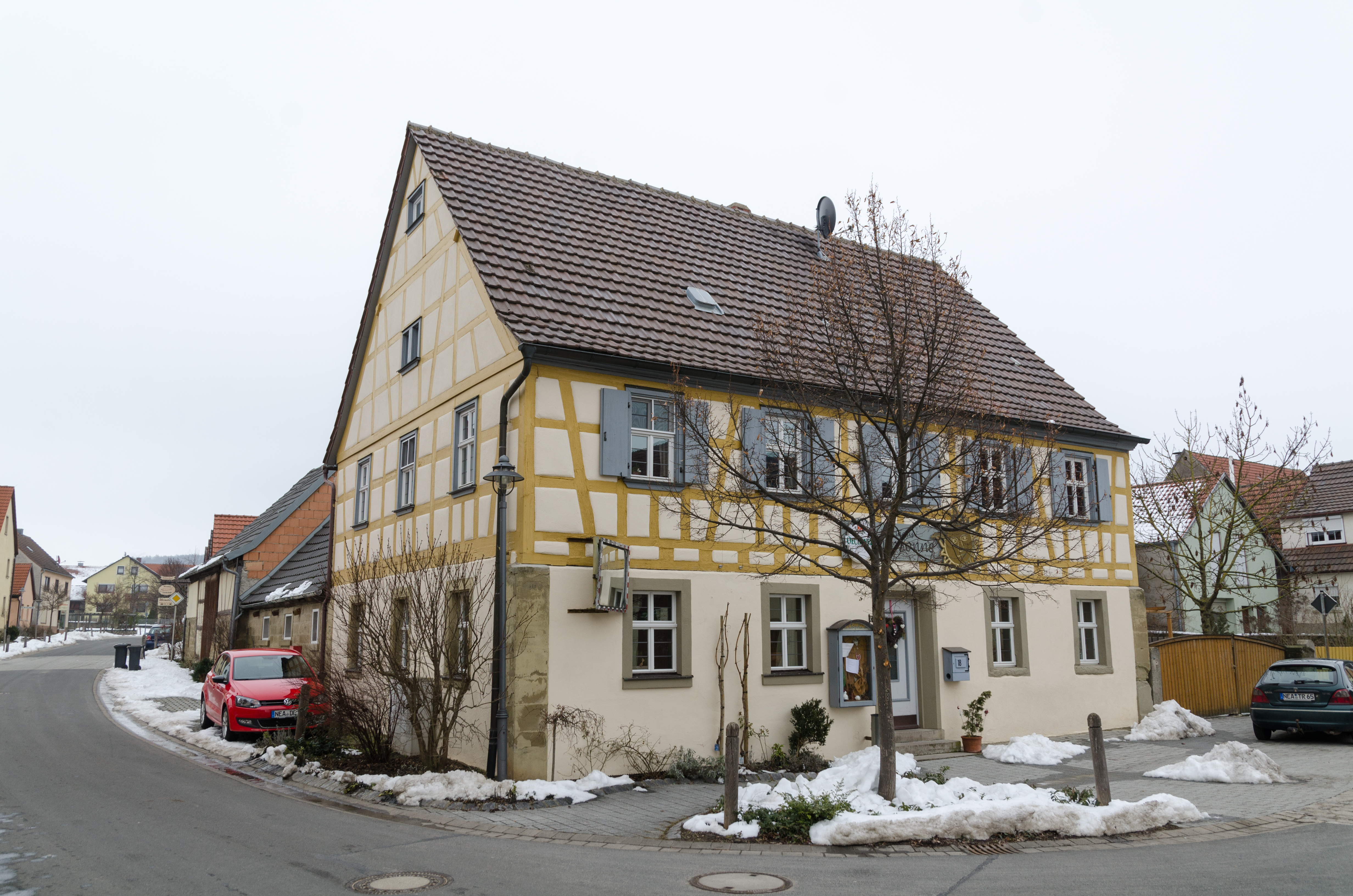
Hakenhof Bullenheim 18

## Wirtschaft und Infrastruktur

### Weinbau
Bullenheim ist heute ein bedeutender Weinbauort im Anbaugebiet Franken. Der Wein einer Weinlage um das Dorf wird seit den 1970er Jahren unter dem Namen Bullenheimer Paradies vermarktet. Hüttenheim ist ein Teil des Bereichs Weinparadies, bis 2017 waren die Winzer im Bereich Steigerwald zusammengefasst. Die Gipskeuperböden um das Dorf eignen sich ebenso für den Anbau von Wein. Die Lage in der Maingauklimazone gehört zu den wärmsten Deutschlands.
Bereits seit dem Frühmittelalter betreiben die Menschen um Bullenheim Weinbau. Die fränkischen Siedler brachten wohl im 7. Jahrhundert die Rebe an die Iff. Im Mittelalter gehörte die Region zum größten zusammenhängenden Weinbaugebiet im Heiligen Römischen Reich. Die Menschen betrieben zumeist Nebenerwerbsweinbau zur Selbstversorgung, gleichzeitig bildeten sich bereits Exportzentren insbesondere entlang des Mains. Der Weinbau erlebte nach der Säkularisation zu Beginn des 19. Jahrhunderts einen umfassenden Niedergang. Vor allem klimatisch weniger begünstige Lagen gab man vollständig auf. Zusätzlich erschwerte das Aufkommen von Schädlingen wie die Reblaus den Anbau. 
Konsolidieren konnte sich die Weinbauregion Franken erst wieder in der zweiten Hälfte des 20. Jahrhunderts. Der Einsatz von Düngern und verbesserte Anbaumethoden hatten dazu ebenso beigetragen wie die Organisation in Genossenschaften und die Flurbereinigung der 1970er Jahre. Heute wächst um Bullenheim die größte Weinbaufläche im Regierungsbezirk Mittelfranken. Die Weinkultur prägt auch das Dorfleben. So existieren in Bullenheim mehrere Heckenwirtschaften.
| Weinlage | Größe 1993 | Himmelsrichtung | Hangneigung | Hauptrebsorten           | Großlage                  |
| -------- | ---------- | --------------- | ----------- | ------------------------ | ------------------------- |
| Paradies | 65 ha      | Südwesten       | 15–50 %     | Müller-Thurgau, Silvaner | Frankenberger Schloßstück |

### Bildung
Für die frühkindliche Bildung besteht im Hauptort Ippesheim ein Kindergarten in kommunaler Trägerschaft. Bullenheim liegt im Grundschulsprengel der Grundschule Lipprichhausen–Gollhofen. Das Schulhaus ist etwa 10 Kilometer vom Dorf entfernt. Die nächste Mittelschule liegt in Uffenheim im Mittelschulsprengel Bad Windsheim-Uffenheim-Burgbernheim. Weiterführende Schulen sind in Bad Windsheim und Neustadt an der Aisch zu finden. Nächstgelegenes Gymnasium ist das Gymnasium Marktbreit im unterfränkischen Landkreis Kitzingen.

## Persönlichkeiten
- Friedrich Gollwitzer (1889–1977), General der Infanterie im Zweiten Weltkrieg